# Matteo D'Amico
Matteo D'Amico (Roma, 1955) è un compositore italiano.

## Biografia
Avviato allo studio della composizione da Barbara Giuranna, Matteo D’Amico consegue il diploma in composizione e musica corale presso il Conservatorio “Santa Cecilia” sotto la guida di Guido Turchi e Irma Ravinale. Successivamente perfeziona i suoi studi con Franco Donatoni, presso l’Accademia Chigiana e l'Accademia Nazionale di Santa Cecilia.
Nel corso degli anni successivi le sue composizioni vengono eseguite nei più importanti festival di musica contemporanea in Italia e all’estero, in sedi come Parigi, Amsterdam, Tokyo, Atene, Francoforte, e molte altre.
Nel 1988 vince il “Music Today World Contest” di Tokyo, giudice unico Tōru Takemitsu, con la composizione L’Azur su testi di Mallarmé, che segna l’inizio di un lungo percorso intrapreso da D’Amico nel rapporto con la poesia del Novecento. Nel 2006 Auden Cabaret, su testi di Wystan Hugh Auden è nella terna dei finalisti al Prix Italia per RAI-RadioTre, e nel 2012 Flight from Byzantium, su testi di Brodsky, debutta alla Royal Festival Hall di Londra sotto la direzione di Vladimir Jurovskij.
Nel campo della produzione sacra risaltano in modo particolare il Sanctus per soli e orchestra – parte integrante del Requiem per le vittime della mafia, opera collettiva del 1993 –, e lo Stabat Mater composto per la Sagra Musicale Umbra su testi sacri e di Vincenzo Consolo.
Nel 1990 il compositore inaugura la produzione operistica con l’opera Gli spiriti dell'aria, su invito di H.W. Henze per il Cantiere di Montepulciano, a cui fanno seguito molti altri titoli, tra i quali Farinelli, la voce perduta (1996), Dannata epicurea (2004), Lavinia fuggita (2004), Patto di sangue (2009), Le Malentendu (2009). Nella produzione di D’Amico figurano anche diversi balletti e composizioni sceniche, tra cui Mascherata veneziana, La Ronde, Le Baccanti e Animae corpus.
Dal 1984 è attivo come autore di musiche di scena per il teatro di prosa, avendo collaborato con alcuni fra i maggiori registi italiani (Squarzina, Costa, Cobelli, Missiroli, Monicelli, Scaparro, Carriglio, Pizzi, etc.).
È titolare della cattedra di composizione presso il Conservatorio "S. Cecilia” di Roma. È Accademico dell'Accademia Filarmonica Romana, istituzione della quale è stato direttore artistico (1987–2000 e 2014–2017) e dal 2000 al 2002 è stato anche direttore artistico del Teatro Comunale di Bologna. Dal 2006 è Accademico di Santa Cecilia.

## Catalogo
Tra i lavori più recenti, si segnalano:
- Pierino e Sergej (2016) per voce recitante e strumenti, su testi di Sandro Cappelletto
- In Memoriam (2016) per soprano e strumenti, su testi sacri
- L’umano senso (2017) per voce recitante e orchestra, su testi di Lucrezio
- Exil (2017) per quartetto vocale e strumenti, su testi di Golan Haji
- Variations Mozart (2017) per clarinetto e quartetto d’archi
- Quartettsatz (2018) per pianoforte e trio d’archi
- Scènes d’Hérodiade (2019) per quartetto d’archi
- Colazione di lavoro (2019) per voce recitante e strumenti, su testi di Claudio Gregori (Greg)
- Il viaggio di G. Mastorna (2021) opera fantastica in tredici quadri, musica e libretto[2]